# Xanthomixis
Xanthomixis es un género  de ave paseriforme perteneciente a la familia  Bernieridae. Es originario de Madagascar.

## Especies
- Xanthomixis zosterops - bulbul piquicorto;
- Xanthomixis apperti - bulbul de Appert;
- Xanthomixis tenebrosus - bulbul oscuro;
- Xanthomixis cinereiceps - bulbul coronigrís.